# Glauxinema filicaudatum
Glauxinema filicaudatum är en rundmaskart. Glauxinema filicaudatum ingår i släktet Glauxinema, och familjen Diplogasteridae. Arten är reproducerande i Sverige.